# Oratemnus curtus
Oratemnus curtus es una especie de arácnido del orden Pseudoscorpionida de la familia Atemnidae.

## Distribución geográfica
Se encuentra en Australia.